# Dios los cría...
Dios los cría... è un film del 1979 diretto da Jacobo Morales. Il film è stato inserito nella sezione Un Certain Regard al Festival di Cannes del 1981. È stato distribuito nel maggio del 1979.